# Сім основних сюжетів
«Сім основних сюжетів: чому ми розповідаємо історії» — книга Крістофера Букера 2004 року, яка містить юнґіанський аналіз сюжетів та їх психологічний зміст. Над книгою Букер працював 34 роки.
Крім Крістофера Букера, свої подібні ідеї висували Хорхе Луїс Борхес (4 сюжети), Денніс Джонсон (7 сюжетів), Жорж Польті (36 драматичних ситуацій).
За Букером, є 7 сюжетів, за якими створені всі міфи, літературні художні твори, фільми: «Перемога над чудовиськом», «З Івана у пана», «Квест», «Подорож і повернення», «Комедія», «Трагедія», «Відродження».

## Зміст

### Метасюжет
Загальний сюжет, на якому базуються всі інші, на думку Букера, складається з історії самореалізації героя, з яким читачі або глядачі ототожнюють себе. Герой — це особа, котра відчуває певну недосконалість у собі та проходить зростання для виправлення цієї недосконалості. Герой може мати помічників, йому протистоять інші персонажі, але всі вони, згідно Букера, лише відображають різні аспекти героя.
Спочатку герой передчуває наслідки недосконалості, та те, що саме він повинен їх відвернути — однаково, хоче він того сам чи його примушує зовнішня сила. Джерело недосконалості переважно олюднюється. Навіть якщо це тварина чи природна сила, вона наділяється людськими якостями; автор узагальнено називає його «чудовиськом». Спершу герой успішно долає перші кроки, покидає межі звичайного світу, проте зіткнувшись із «чудовиськом», стикається з несподіваними загрозами. В кульмінації герой остаточно розкриває свій потенціал і долає «чудовисько», ставши досконалим, після чого вирушає у звичний для себе світ. Його повернення закріплює новий, бажаний стан героя.

### Сім сюжетів

#### Перемога над чудовиськом

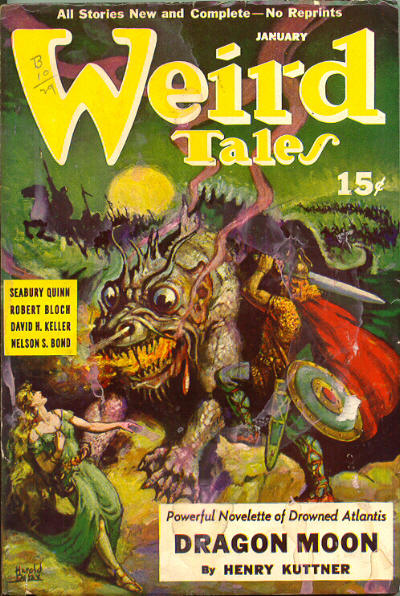
Боротьба з чудовиськом, обкладинка журналу «Weird Tales» (1941)

Перемога над чудовиськом (англ. Overcoming the Monster) героя є найпоширенішим і найдавнішим сюжетом, що став універсальним для міфу, античного героїчного епосу та його наслідувань. Загалом боротьба з чудовиськом стосується багатьох історій, які показують загрозу звичайному, «нормальному» світу чогось чужого і ворожого, чому протистоїть головний герой. Цей же сюжет з незначною трансформацією проявляється в деяких середньовічних епосах (англосаксонський «Беовульф»; німецька «Пісня про Зігфріда» та ін.) та численних пізніших художніх творах.
Чудовисько може виступати як в «активній ролі» (нападає на людей, викрадає їх і всіляко шкодить), так і служити охоронцем скарбу, вартовим певного місця. Крім того чудовисько може служити для випробування героя.
Проте під чудовиськом Букер розуміє і загрозливі явища, людей, що протистоять героєві твору. Герой не обов'язково здобуває перемогу особисто. Так, «Війна світів» Герберта Веллса не є строго історією подолання чудовиська, тому що сам герой нічого не робить для знищення марсіан. Чудовиськом виступає і місце, особливо замкнуте, темне, яке не загрожує смертю безпосередньо, але страшне тим, що з нього неможливо вибратися.
У міру того як історія оповідається, вона прямує до остаточного вирішального протистояння, маючи п'ять етапів:
1. Передбачення і «виклик»: зазвичай читач вперше дізнається про чудовисько ніби здалеку, від другорядних персонажів, за певними слідами його існування. Тобто, спочатку читач не може побачити чудовисько безпосередньо, впевнитися в реальності чи масштабі загрози, а може тільки будувати передбачення. Та поступово він збирає свідчення і дізнається про його небезпеку для країни, королівства або людство в цілому. Герой відчуває «виклик» від нього, щоб протистояти злу. В деяких історіях читач може отримати деякі докази руйнівної сили чудовиська і на самому початку.
2. Етап мрії: у міру того як герой готується до боротьби і вирушає до джерела загрози, здається, що все відбувається, як і має бути. Читача переконують, що все задумане вдасться з першого разу.
3. Розчарування: герой стикається з чудовиськом і виявляє, що не в змозі протистояти йому. Він відступає, або опиняється у смертельній небезпеці, звідки не видно виходу.
4. Кошмар: починається остаточне випробування, бій, в якому всі шанси на перемогу видаються на стороні чудовиська. Але в кульмінаційний момент історії, коли все, здається, втрачено, герой отримує можливості й сили здобути перемогу.
5. Чудесна втеча і смерть чудовиська: чудовиську чудесним чином було завдано смертельного удару. Його темна сила зникає і ті, хто був під її загрозою, звільняються від страху. Героєві можуть загрожувати останні нетривалі потуги зла знищити його, спричинена боєм чи смертю чудовиська катастрофа, але все це не може зашкодити. Герой отримує «нагороду» за все пережите: скарб, відкриття істини, славу чи кохання.

Приклади: «Персей», «Тесей», «Беовульф» (невідомий автор), «Дракула» (Брем Стокер), «Війна світів» (Герберт Веллс), «Пригоди Ніколаса Ніклбі» (Чарльз Дікенс), «Гармати Наварона» (Алістер Маклін), «Сім самураїв» і «Чудова сімка», «Джеймс Бонд» (Ян Флемінг), «Щелепи», «Зоряні війни: Нова надія», «Наруто», «Гаррі Поттер» (Дж. К. Роулінг).

#### З Івана у пана

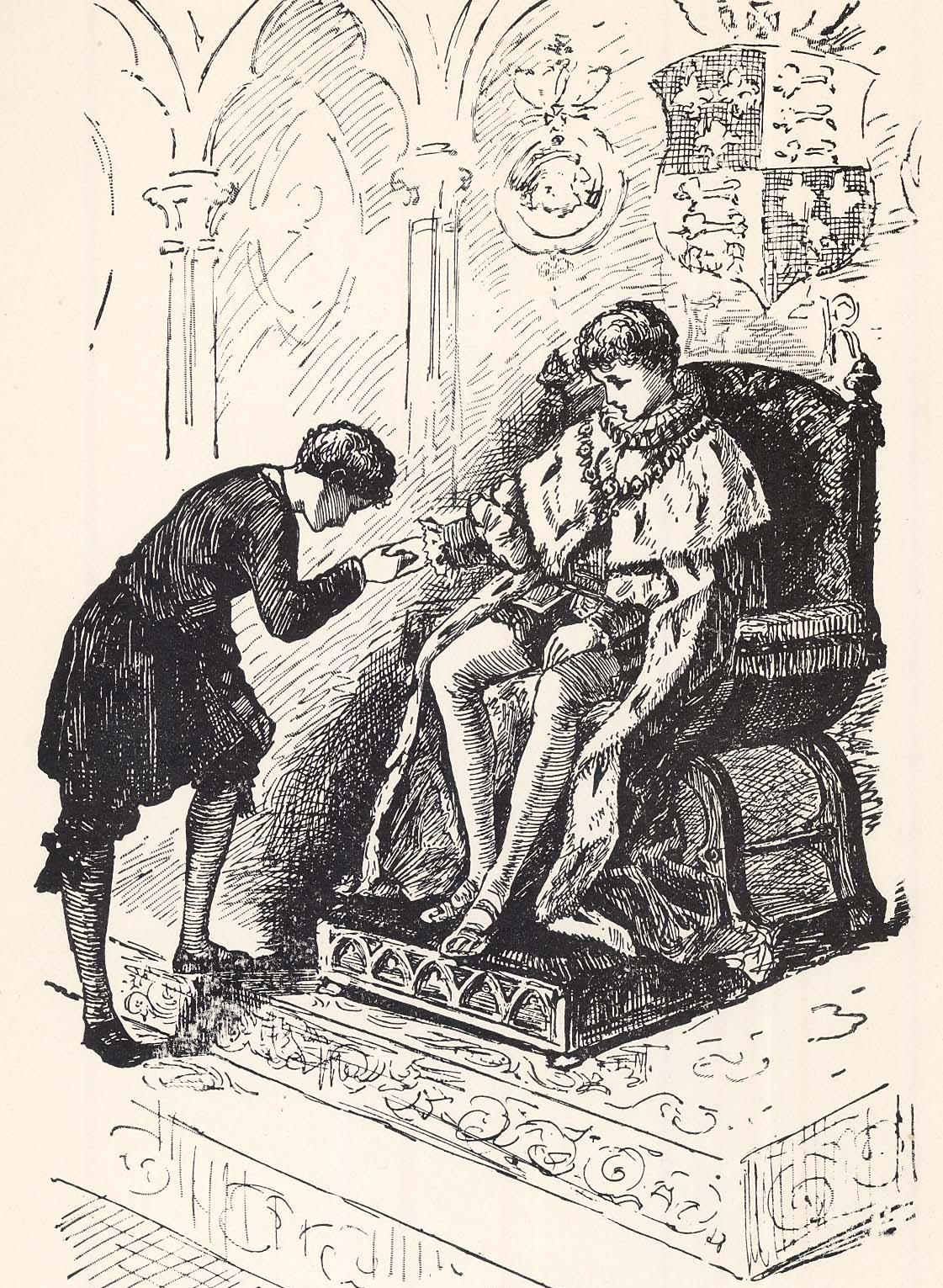
Принц та жебрак, ілюстрація кінця XIX ст.

«З Івана у пана» (англ. Rags to Riches, дослівно «дрантя в багатства») є сюжетом, де персонаж завдяки своїм якостям або сторонній допомозі розвивається, отримуючи краще життя, від невідомості й зневаги до слави, від бідності до багатства, від самотності до взаємного кохання. Варіації на цю тему зустрічаються в різних країн і культур, від Європи до корінних народів Північної Америки.
Психологічно обставини і персонажі, які перешкоджають героєві отримати заслужене, виступають чудовиськом. Історія розгортається таким чином, щоб розвинути або виявити якості, які були в героїв, принаймні потенційно, весь час. Персонаж зазвичай проходить певну трансформацію, яка виражається і внутрішньо і зовнішньо, наприклад, дрантя змінюється на ошатний одяг.
У більшості випадків радість і досконалість центральної фігури виражаються двома компонентами, які є практично синонімами «щасливого кінця». Перший — це пара, яку зустріли в дорозі, дівчина мрії, «принц». Другий — отримання певного роду «царства», спадку, де герої можуть залишитися і над ними не будуть владні сили пригнічення й невизначеності. Читачі в цей момент можуть сказати, що «вони жили довго і щасливо» і не мають потреби знати що-небудь іще, бо історія виглядає завершеною.
«З Івана у пана» має власні етапи:
1. Початкова убогість і «виклик»: читач бачить героя в первинній скруті, як правило, в домашніх умовах. Найочевиднішою причиною його страждань є навколишні «темні» фігури тих, хто зневажає його. Ця фаза закінчується, коли щось трапляється, спонукаючи героя покинути домівку.
2. Вихід у світ, перші успіхи: хоча ця нова фаза може бути позначена новими випробуваннями, герой або героїня тут винагороджені першим, обмеженим успіхом. Вони можуть отримати першу зустріч з «принцесою» або «принцом», перевершити в чомусь суперників.
3. Центральна криза: все раптом іде не так, як сподівався герой. Перешкоди і суперники повертають свою силу. Герой або героїня опиняються відділеними від того, що стало для них важливішим, ніж будь-що в світі, і вони впадають у відчай.
4. Незалежність і остаточне випробування: читач поступово бачить героя або героїню в новому світлі. Хоча до цих пір нереалізовані, вони виявляють в собі нову незалежну силу. Вони наближаються до остаточного випробування, знову ж таки, як правило, за участю певних «темних» сил і суперників. Тільки коли їх подолано, герой переходить на завершальну стадію.
5. Остаточне об'єднання, завершення і виконання: нагорода, як правило, це стан остаточної єдності з «принцесою» або «принцом». Герої можуть також нарешті домогтися процвітання якогось «царства», яким вони будуть мудро правити. Таким чином, історія закінчується на зображенні ідеального стану цілісності, повноти буття, що триває до нескінченності в майбутньому («і жили вони довго і щасливо»).

Букер зауважує, що цей сюжет має «темну» версію. В ній герой досягає певних благ, недоступних раніше, однак набуває негативних якостей, як жадібність, егоїзм, пиха. В іншому випадку здобуте щастя насправді неповне, герой досягнув не того, на що сподівався.
Приклади: «Попелюшка», «Аладдін», «Джейн Ейр» (Шарлотта Бронте), «Маленька принцеса» (Френсіс Годжсон Бернетт), «Великі сподівання» (Чарльз Діккенс), «Девід Копперфілд» (Чарльз Діккенс), «Молль Флендерс» (Данієль Дефо), «Червоне і чорне» (Стендаль), «Принц та жебрак» (Марк Твен), «Гидке каченя» (Ганс Крістіан Андерсен), «Золота лихоманка.

#### Квест
«Квест» (англ. The Quest) полягає в тому, що для героя, що спокійно живе «вдома» звичайне життя там стає неможливим. Щось навколо відбувається неправильно і відбувається «виклик», на який він відповідає, вирушаючи в подорож. На відміну від інших сюжетів, герой не самотній у своїх пригодах. Це може бути велика кількість невизначених осіб, як два кораблі соратників Енея. Герой може мати серед конкретних друзів альтер-еґо чи суперника, як брат Мойсея або Енкіду в епосі про Гільгамеша. Але загалом друзі доповнюють одне одного, наприклад, один має гострий зір, інший силач, хтось вирізняється розумом, стаючи частиною цілої групи.
Основна картина подорожі в «Квесті» завжди однакова. Герой і його супутники проходять низку небезпечних, часто зі смертельними наслідками для когось, пригод, в яких здобувають нові сили, отримують допомогу і наставництво. Першою проблемою, що стоїть перед героєм і його супутникам, є саме оточення, яке таїть в собі певні небезпеки: пустеля, ліс, море, місто. Героєві зустрічаються вороги і випробування, смертельні противники і «подорож на той світ», де він умовно помирає, але якась сила повертає його назад з новими можливостями. Традиційно допомога приходить від мудрого старця або жінки, володарів певних надприродних сил. До прикладу, у «Володареві перснів» Фродо допомагають старий чарівник Ґандальф і королева Галадріель. Кінцева мета виступає схожою на «щасливий кінець» попередніх сюжетів: остаточне зближення героя і героїні, чоловіка і жінки, отримання «царства». У кожному разі це, частково або повністю, дозволяє закінчити пошук на зображенні відновлення світу, усуненні того, що спонукало до пошуків.
Цей сюжет має таку структуру:
1. Виклик: щось загрожує звичайному життю, воно стає гнітючим та нестерпним, і герой визнає, що тільки він може виправити це, подолавши довгий, важкий шлях. Йому дається вказівка чого він мусить досягти.
2. Подорож: герой і його товариші виришули через ворожу територію, зустрічаючи низку небезпечних для життя випробувань. До них належать страшні чудовиська, яких слід подолати; спокуси, яким слід чинити опір; і, ймовірно, потреба в переміщенні між двома однаково смертельними «протилежностями». Поневіряння і чудесні втечі чергуються з періодами, коли герой і його супутники отримують гостинність, допомогу чи пораду, часто від «мудрих старців» або «красивої молодої жінки». На цьому етапі герой може також здійснити «подорож через підземний світ», де він розуміє як досягти своєї мети.
3. Прибуття і розчарування: герой бачить свою мету, але не може її досягнути, бо бачить новий і страшний ряд перешкод, що розділяє його і шукане.
4. Остаточні випробування: герой повинен пройти останню серію випробувань, досягає кульмінації. Нерідко відбувається велика битва або особливо важке випробування, найнебезпечніші з усіх.
5. Мета: після останньої «чудесної втечі» виборюється нагорода, яка виправляє світ. Герой переходить в нове життя, яке простягається в майбутнє.

Приклади: «Іліада» (Гомер), «Подорож пілігрима» (Джон Баньян), «Володар перснів» (Дж. Р. Р. Толкін), «Копальні царя Соломона» (Г. Райдер Гаґґард), «Божественна комедія» (Данте Аліг’єрі), «Небезпечні мандри» (Річард Адамс), «Енеїда» (Вергілій), «Індіана Джонс: У пошуках втраченого ковчега», «Монті Пайтон і Священний Грааль».

#### Подорож і повернення

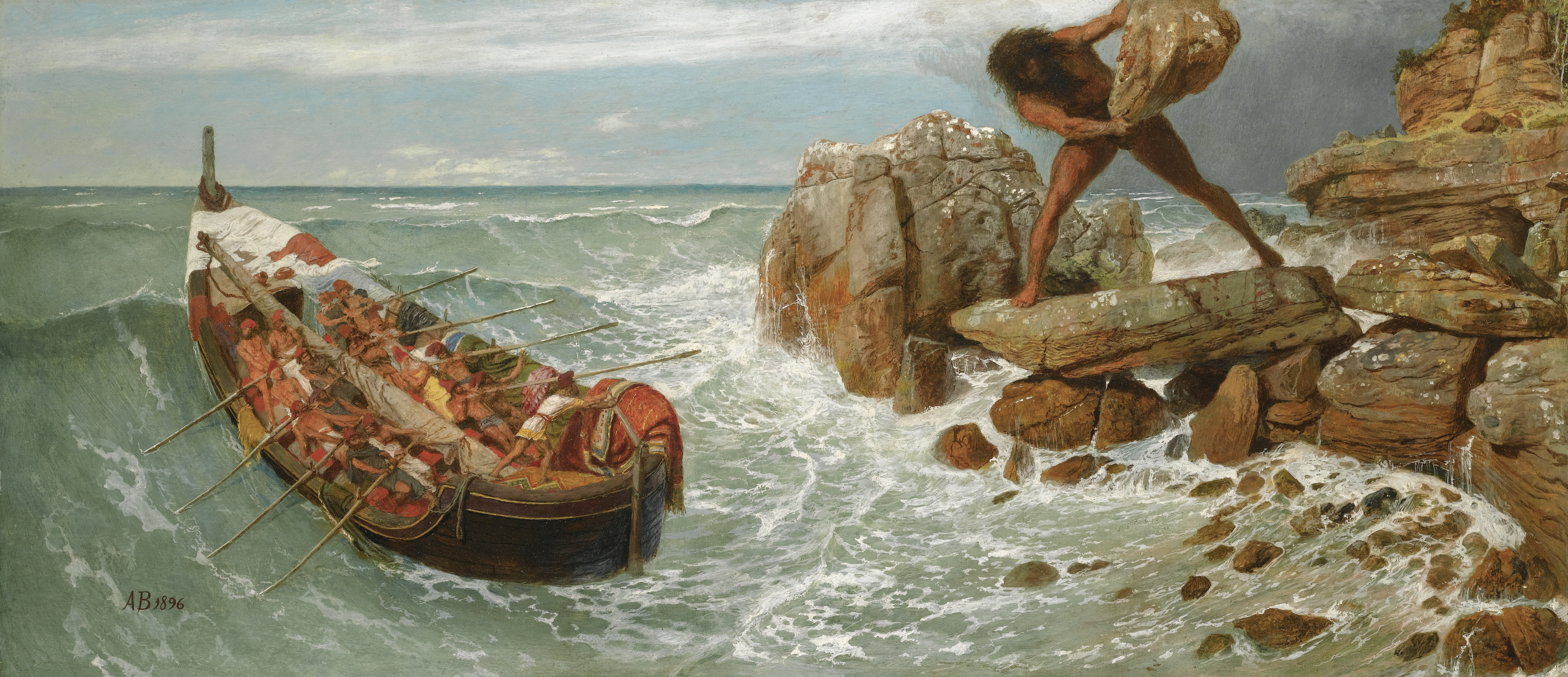
Одіссей рятується від кіклопа, картина кінця XIX ст.

Існує другий сюжет, заснований на подорожі, який досить сильно відрізняється від «Квесту». Суть сюжету «Подорож і повернення» (англ. Voyage and Return) полягає в тому, що його герой або героїня (або центральна група персонажів) покидають звичайний «правильний» світ, та потрапляють до «неправильного». Він виглядає чудесним, спантеличливим, але з часом насувається «тінь». Герой або героїня відчувають себе все більш і більш під загрозою і врешті (як правило, шляхом «чудесної втечі») повертається до знайомого світу, звідки все і почалося.
Порівняно з «Квестом», «Подорож і повернення» є менш серйозним сюжетом. У «Квесті» герой розуміє, що він повинен вирушити в подорож, часто вимушено. Він знає конкретну мету, якої має досягти. Герої «Подорожі і повернення» не мають такого розуміння. Але в деяких випадках, таких як «Машина часу», «Загублений світ», герой свідомо шукає щось, тому Букер стверджує, що в «Подорожі і поверненні» є елементи «Квесту».
Цей сюжет має свої етапи, відмінні від «Квесту»:
1. Передчуття і потрапляння до іншого світу: герой чи героїня стоять на порозі нового досвіду. Вони шукають чогось нового самі або несподівано ситуація навколо різко змінюється попри їхню волю. Світ навколо виявляється дивним і невідомим.
2. Захоплення і мрія: світ виглядає чудесним, загадковим, але герой попри це не може назвати його своїм домом.
3. Розчарування: герой зустрічає труднощі, пригнічення. Над ним нависають якісь темні сили, обстановка стає все більш загрозливою.
4. Кошмар: щось загрожує життю чи нормальному стану героя.
5. Чудесна втеча і повернення: загроза стає надто великою і герой, користуючись нагодою, тікає додому або долає основну проблему і покидає незвичайний світ. У фіналі постає питання як він змінився після всього пережитого? Чи відбувалося це все насправді або було тільки уявним?

Приклади: «Одіссея» (Гомер), «Пригоди Аліси в Країні чудес» (Льюїс Керролл), «Три ведмеді», «Орфей», «Машина часу» (Герберт Уеллс), «Кролик Петрик та інші історії (Беатрікс Поттер), «Гобіт» (Дж. Р. Р. Толкін), «Знову в Брайдсхеді» (Евелін Во), «Древній моряк» (Семюел Тейлор Колрідж), «Звіяні вітром» (Маргарет Мітчелл), «Лев, Біла відьма та чарівна шафа» (К. С. Льюїс), «Мандри Гуллівера» (Джонатан Свіфт), «Пітер Пен» (Дж. М. Баррі), «Епос про Гільгамеша», «Рамаяна», «Третя людина», «Король Лев», «Назад у майбутнє».

#### Комедія

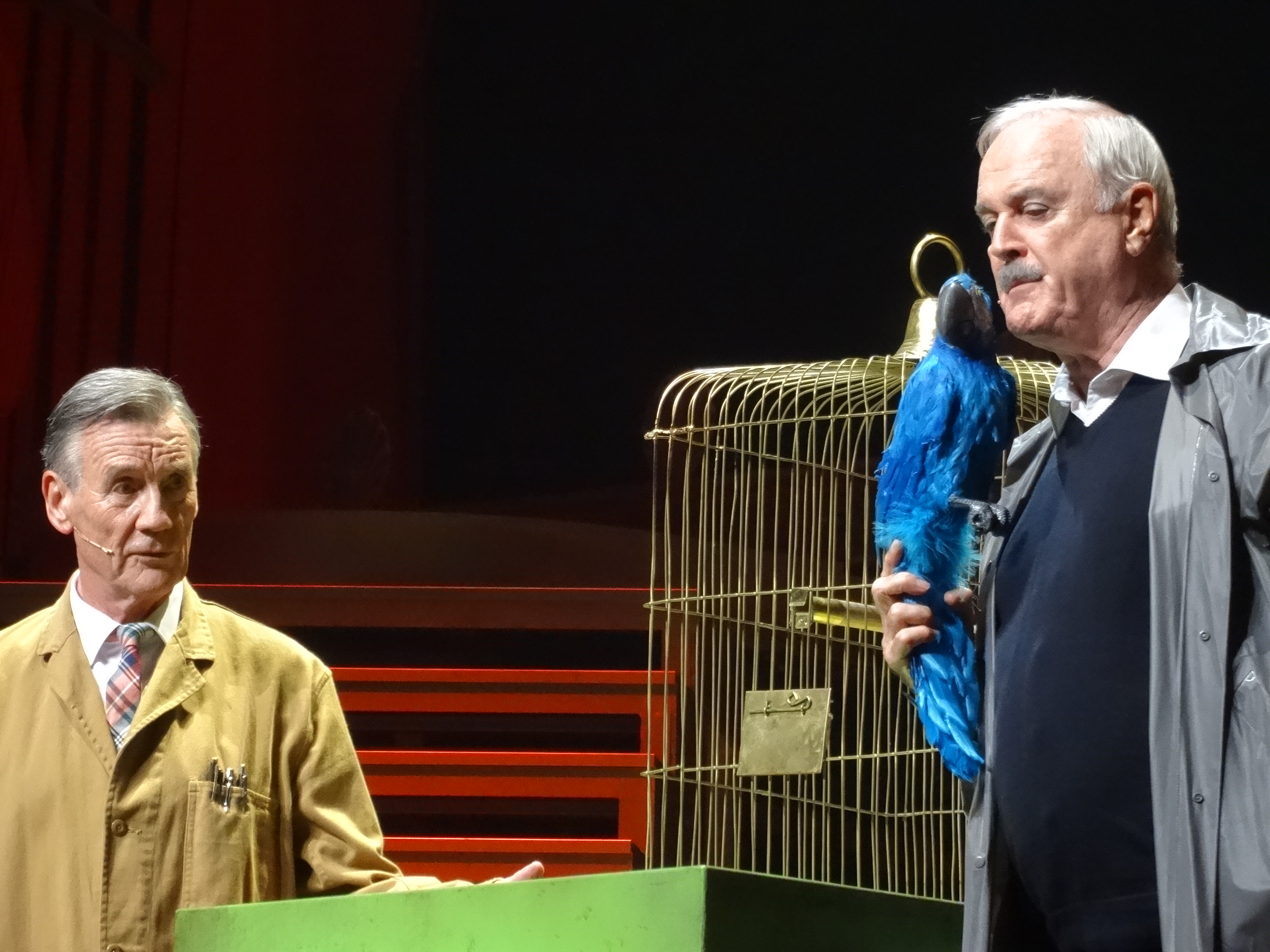
Комедійна вистава «Дохлий папуга» Монті Пайтон

В сюжеті «Комедії» (англ. Comedy) більшість подій займає загальний хаос нерозуміння, яке чудесним чином розв'язується, в результаті чого настає щасливий кінець. Він має низку характерних особливостей. По-перше, будь-які персонажі, які постають негативними, тому що знаходяться в стані гніву, жадібності, заздрості, або будь-яких інших — повинні бути переможені шляхом їх «отямлення» або відплати, за якої вони більше не можуть завдати шкоди іншим. По-друге, якихось персонажів сприймають не за тих, кими вони є, тож є необхідність буквальної ідентифікації однієї чи більше осіб. По-третє, де це доречно, персонажі повинні дізнатися, хто є їхньою «другою половиною». Скрізь, де є поділ, розмежування або втрата, вони мають бути усунені. Сім'ї повинні возз'єднатися, втрачені об'єкти знайтися, узурпована влада повернутися, «царство» відновитися.
Букер приходить до висновку, що комедія насправді складніша, ніж здається, і не може бути зведена до певної схеми етапів так само, як і інші сюжети. Сама природа сюжету вимагає, щоб охопити багато варіацій. Але суть цього сюжету полягає в тому, що завжди:
1. Читач бачить маленький світ, в якому людина через певні «темні» сили перебуває в тіні збентеження, невпевненості і розчарування, які спричиняють певну плутанину;
2. Плутанина все наростає, поки не набуває найбільшої гостроти;
3. З приходом до «світла» ситуація чудесним чином перетворюється і маленький світ об'єднується в стані радісного союзу.

Приклади: «Оси» (Арістофан ), «Авлулярія» (Тит Макцій Плавт), «Третейський суд» (Менандр), «Сон літньої ночі» (Вільям Шекспір), «Багато галасу з нічого» (Вільям Шекспір), «Дванадцята ніч» (Вільям Шекспір), «Приборкання норовливої» (Вільям Шекспір), «Алхімік» (Бен Джонсон), «Щоденник Бріджит Джонс» (Гелен Філдінг), «Чотири весілля та один похорон», «Великий Лебовські».

#### Трагедія

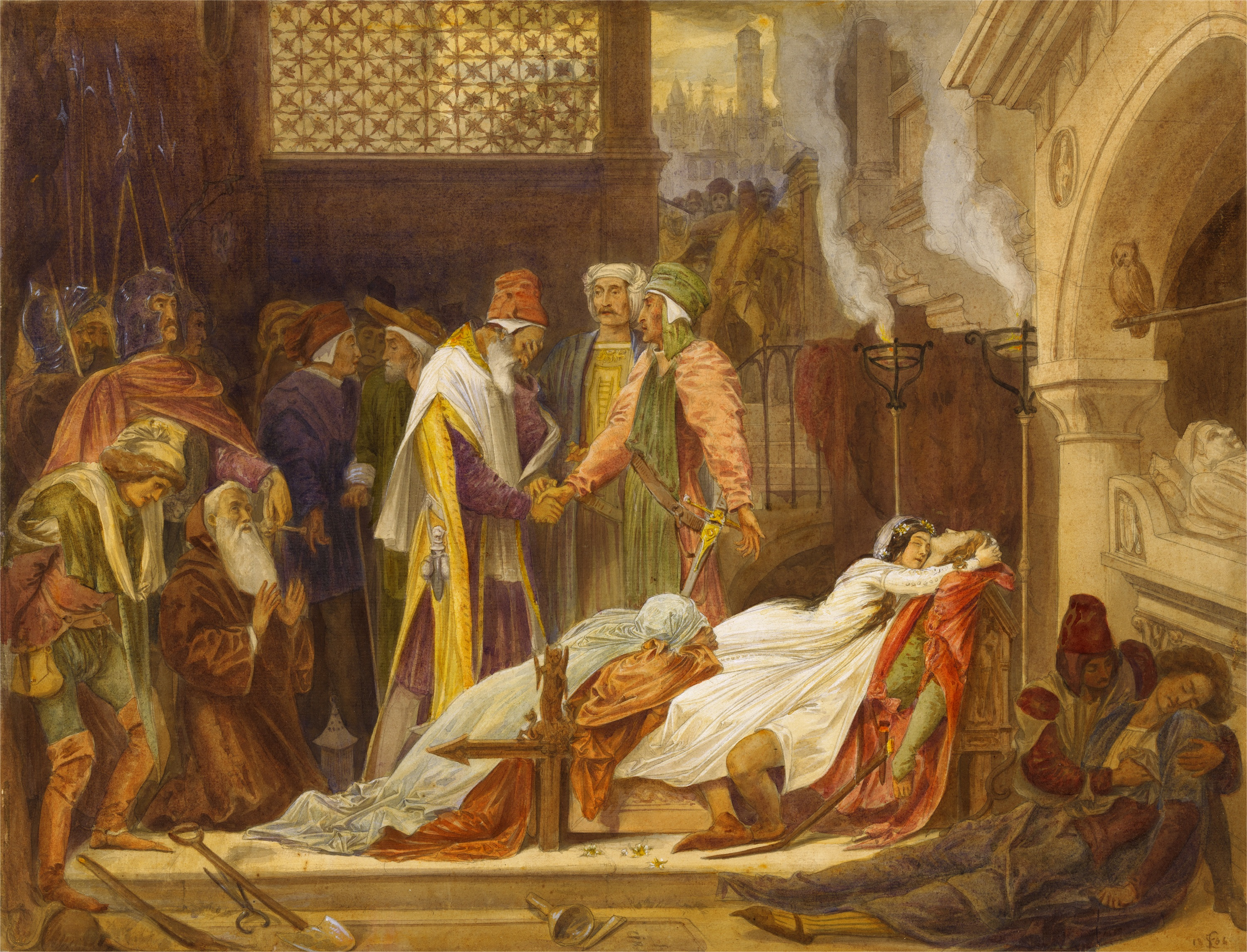
Ромео і Джульєтту знаходять мертвими, ілюстрація середини XIX ст.

Цей сюжет має подібності з попередніми, але веде до «нещасливого кінця». Велика різниця між «Трагедією» (англ. Tragedy) й іншими видами сюжетів починається з ходу подій, які втягують героя в історію. Коли герой «Квесту» або «Перемоги над чудовиськом» отримує «виклик», читач впевнений, що герой дасть переможну відповідь на нього. В «Трагедії» цієї впевненості немає, герой вагається, його щось зупиняє чи штовхає у прийнятті рішень. Букер називає ці сили внутрішнім або зовнішнім «темним» і «світлим» янголом. Сюжет має особливі чіткі етапи, яких не має комедія:
1. Передбачення: герой почувається «неповним» і його думки звернені в майбутнє з надією на якусь незвичайну насолоду, досягнення. Його бажання спрямовані на певний об'єкт і на ньому він фокусується.
2. Мрія: герой щось робить для досягнення мрії і на деякий час справи йдуть неправдоподібно добре. Він майже отримує те, чого бажав.
3. Розчарування: непомітно події починають відбуватися «не так». Герой не може знайти спокою, починає відчувати розчарування, дію якихось зовнішніх сил за цим.
4. Кошмар: герой втрачає контроль над ситуацією. Він має сильне і постійне почуття загрози й відчаю. Сили протидії та долі нависають над ним.
5. Знищення: або через певні знеособлені сили, яким він чинив спротив, або в ході заключного акту насильства з боку іншого персонажа, герой помирає чи душевно «знищений».

Особливий вид «Трагедії» той, де сам герой виступає «чудовиськом». Тут суть трагедії полягає в здійсненні спокути або покарання («Макбет»). Трагедія може поставати як торжество зла (в такому разі воно є справжнім героєм), так і добрих сил шляхом пожертви, здобуття перемоги «дорогою ціною».
Приклади: «Кармен» (Проспер Меріме ), «Юлій Цезар» (Вільям Шекспір), «Макбет» (Вільям Шекспір), «Пані Боварі» (Гюстав Флобер), «Цар Едіп» (Софокл), «Портрет Доріана Грея» (Оскар Вайлд), «Ромео і Джульєтта» (Вільям Шекспір), «Гамільтон», «Великий Гетсбі» (Ф. Скотт Фіцджеральд), «Гамлет» (Вільям Шекспір), «Бонні і Клайд», «Громадянин Кейн», «Жуль і Джим».

#### Відродження

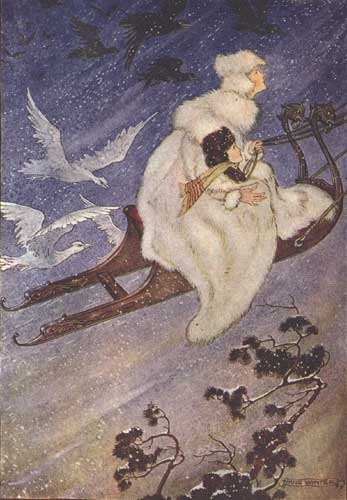
«Снігова королева» — типова історія про Відродження. Ілюстрація 1916 року.

У «Відродженні» (англ. Rebirth) головний герой початково перебуває під владою певних злих сил: принц обернений на жабу, Кай забув сестру, Скрудж є старим скнарою. Він хворий, озлоблений, поневолений, зачаклований і т. д. Так чи інакше герой є «живим мерцем», його життя неповноцінне. Але відбувається чудесне перетворення і він «повертається до життя», а злі сили, що володіли ним, розсіюються.
При різних варіаціях сюжету існує базова послідовність подій:
1. Над героєм або героїнею нависають певні темні сили.
2. Якийсь час все відбувається добре. Здається, що загроза відступила.
3. Раптово темні сили показують всю свою силу. Герой чи героїня стають «живими мертвими».
4. Вони перебувають в цьому стані тривалий час, здається, що зло тріумфує.
5. Відбувається чудесне звільнення, внаслідок якого темні сили втрачають свою владу і персонаж «відроджується».

Сила цього сюжету полягає в контрасті між станом героя до і після «повернення до життя» шляхом конкретної і різкої зміни: пробудження, зцілення, звільнення, усвідомлення, возз'єднання.
Приклади: «Король-жабеня», «Красуня і чудовисько», «Снігова королева» (Ганс Крістіан Андерсен), «Різдвяна пісня» (Чарлз Дікенс), «Таємний сад» (Френсіс Годжсон Бернетт), «Пер Ґінт» (Генрік Ібсен), «День бабака», «Залізна людина».

### Правило трьох
Третя подія в серії подій стає «фінальним тригером для того, щоб сталося щось важливе». Цей шаблон зустрічається в дитячих історіях, таких як «Три ведмеді» , «Попелюшка» і «Червона шапочка».
В історіях для дорослих «правило трьох» виглядає як поступове вирішення процесу, який веде до трансформації.
Букер стверджує, що «правило трьох» виражається чотирма способами:
1. Проста, або сукупна трійка: наприклад, в оригінальному варіанті три візити Попелюшки на бал.
2. Висхідна трійка, де кожна подія має більше значення, ніж попередня: наприклад, герой повинен виграти спочатку бронзові, потім срібні, а потім золоті предмети.
3. Контрастна трійка, де тільки третє має позитивне значення: наприклад, «Троє поросят», два будинки яких зруйновані Великим Злим Вовком.
4. Кінцева або діалектична форма трьох, де, як у Золотоволоски із «Трьох ведмедів» та її мисок із кашею, перше неправильне з одного боку, друге з протилежного, а третє «якраз правильно».[5]

## Попередники
- «The Basic Patterns of Plot» («Основні моделі сюжету») Вільяма Фостер-Гарріса пояснює теорію трьох основних сюжетних моделей.[6]
- Рональд Б. Тобіас виклав теорію двадцяти сюжетів у книжці «20 Master Plots» («20 головних сюжетів»).[6]
- Тридцять шість драматичних ситуацій Жоржа Польті.[6]
- Деякі з цих сюжетів схожі на роботу Джозефа Кемпбелла про квест і повернення у «Тисячоликому герої» (див. Подорож героя).

## Сприйняття
«Сім основних сюжетів» отримали неоднозначну реакцію вчених і журналістів.
Дехто відзначав сміливість і широту книги; наприклад, письменниця та есеїстка Фей Велдон написала наступне: «Це незвичайна, хвилююча книга. Мені завжди здавалося, що «історія» — це Божий спосіб надати сенсу грубому творінню. Тепер Букер тлумачить розум Бога й аналізує не просто роман – який для мене вже ніколи не буде таким самим, – а й дивиться на розповідь про сучасні людські справи через іншу оптику. Якщо його авторові знадобилося все життя, щоб написати, можна лише відчути вдячність за те, що він це зробив». Письменники Берил Бейнбрідж, Річард Адамс, Рональд Гарвуд і Джон Бейлі також позитивно відгукувалися про твір, філософ Роджер Скрутон описав його як «блискуче узагальнення ремесла оповідання історій». 
Інші критикували книгу за підбір Букером творів мистецтва до наведених вище типів сюжетів. Наприклад, прозаїк і літературний критик Адам Марс-Джонс писав: «[Букер] встановлює критерії для мистецтва, і врешті засуджує Ріголетто, Вагнера, Пруста, Джойса, Кафку та Лоуренса — список можна продовжувати, — водночас вихваляючи «Крокодила Данді», «Іншопланетянина» та «Термінатора 2 ». Подібним чином письменниця Мічіко Какутані в The New York Times пише: «Містер Букер оцінює твори мистецтва на основі того, наскільки вони відповідають архетипам, які він так старанно описав; ті, що відхиляються від цих класичних моделей, відкидаються як хибні або викривлені — це симптоми того, що пішло не так у сучасному мистецтві та сучасному світі».